# Fytoremediace
Fytoremediace je termín shrnující metody využívající zelené rostliny k odstranění znečišťujících látek z prostředí. Jsou metodou využití živých rostlin přímo na místě znečištění. Název fytoremediace pochází z řeckého slova phyto = rostlina a latinského remedium = čistit. Vybrané druhy rostlin se využívají k extrakci toxických kovů, včetně radioaktivních izotopů, i k odstranění některých organických látek. Prostředím, z něhož jsou znečišťující látky odstraňovány jsou půda, sedimenty, kaly a voda. Mezi znečišťující látky, které jsou takto odstraňovány patří například těžké kovy, radionuklidy, explosiva, barviva, pesticidy nebo i léčiva. Úspěšnost ovlivňuje zejména rozpustnost znečišťující látky, typ média a doba uplynulá od kontaminace. Je předpoklad, že úspěšnost remediace by bylo možné značně zvýšit pomocí genetických manipulací u vhodných rostlin.

## Využití
Důvodů pro rozvíjení této technologie je několik. Především lze dosáhnout snížení nákladů při dekontaminačních procesech. Fytoremediace předpokládá využití známých agrotechnických postupů běžně používaných při zemědělském hospodaření. Z toho vyplývá, že finanční vstupy jsou obecně nízké a náklady na průběh remediace minimální.

## Metody fytoremediace
Fytoremediace lze podle metodického postupu závislého na charakteru znečištěného prostředí, kontaminantu a jeho koncentraci rozdělit na fytodekontaminační a fytostabilizační technologie. Látky mohou být odstraněny sklizením biomasy nebo rostlinou degradovány na méně nebezpečné nebo zcela neškodné formy znečištění, nebo přeměněny na méně vstřebatelné formy.

## Výhody
Výhodou fytoremediace je šetrný přístup k prostředí, neboť se vyhýbá odstranění půdy a použití těžké techniky. Z tohoto pohledu je fytoremediace příznivě přijímána veřejným míněním. Fytoremediace je považována za velmi levný způsob odstranění znečištění a je estetická v krajině.

## Nevýhody
Úspěšnost výsledku ovlivňuje především velká řada biotických i abiotických faktorů. Nevýhodou je u některých metod uvolňování nebezpečných látek v toxické plynné formě do prostředí. Další nevýhodou je značná časová náročnost, což souvisí s i dalšími nevýhodami metody, jako je pomalý růst, malá velikost, málo informací o používaných rostlinách. V některých případech znečištění proniká do hloubek, kam již orgány rostlin nepronikají. K akumulaci znečišťujících látek dochází především v kořenech. S ohledem na charakter média je značné riziko vstupování znečišťujících substancí do potravního řetězce.